# 十字軒糕餅舖
十字軒糕餅舖，是臺北市大稻埕一家成立於1930年的糕餅舖，其位於大同區延平北路二段66、68號的店屋為歷史建築。

## 簡史
創辦人邱炳星生於1911年，臺灣日治時期臺北市人。其於12歲時進入由日籍人士經營的「富福堂」麵包店擔任學徒。1930年，邱與友人合資成立「玉山堂」糕餅店以西點麵包起家，後獨自頂下店面創辦「十字軒」商號。其後擔任臺北市糕餅業同業顧問，並逐年提供大稻埕霞海城隍廟祭祀用餅。邱後因車禍死亡，糕餅店相繼由其子邱獻德、孫邱易為經營迄今。
2009年7月21日，店屋獲臺北市政府公告為歷史建築。
2015年參加臺北市「設計角落風華再現計畫」，為十大潛力店家之一。
2016年店屋重新翻修，並成立糕餅博物館「十字軒博物館」。
2018年與臺北市其他老舖：曾三益刀剪、同豐疊蓆壁紙行、三秀打鐵店、上海華美漢唐旗袍、王永昌鐘錶、瑞成百年棉被、林三益筆墨專家、富山蒸籠、台北紅玫瑰理髮廳、日星鑄字行、老綿成燈籠、紳裝西服、老明玉香舖、有記名茶等十五所店家名列「尋常·臺北」職人之列。

## 店屋
店屋建築屬臺灣光復初期「樸實秀面」風格，兼備日治時期太平町的街屋特色，採戰後現代主義初期重視機能、外觀簡潔、無裝飾的設計。建物外觀格局二間，內部合為一間並設計有共同天井。

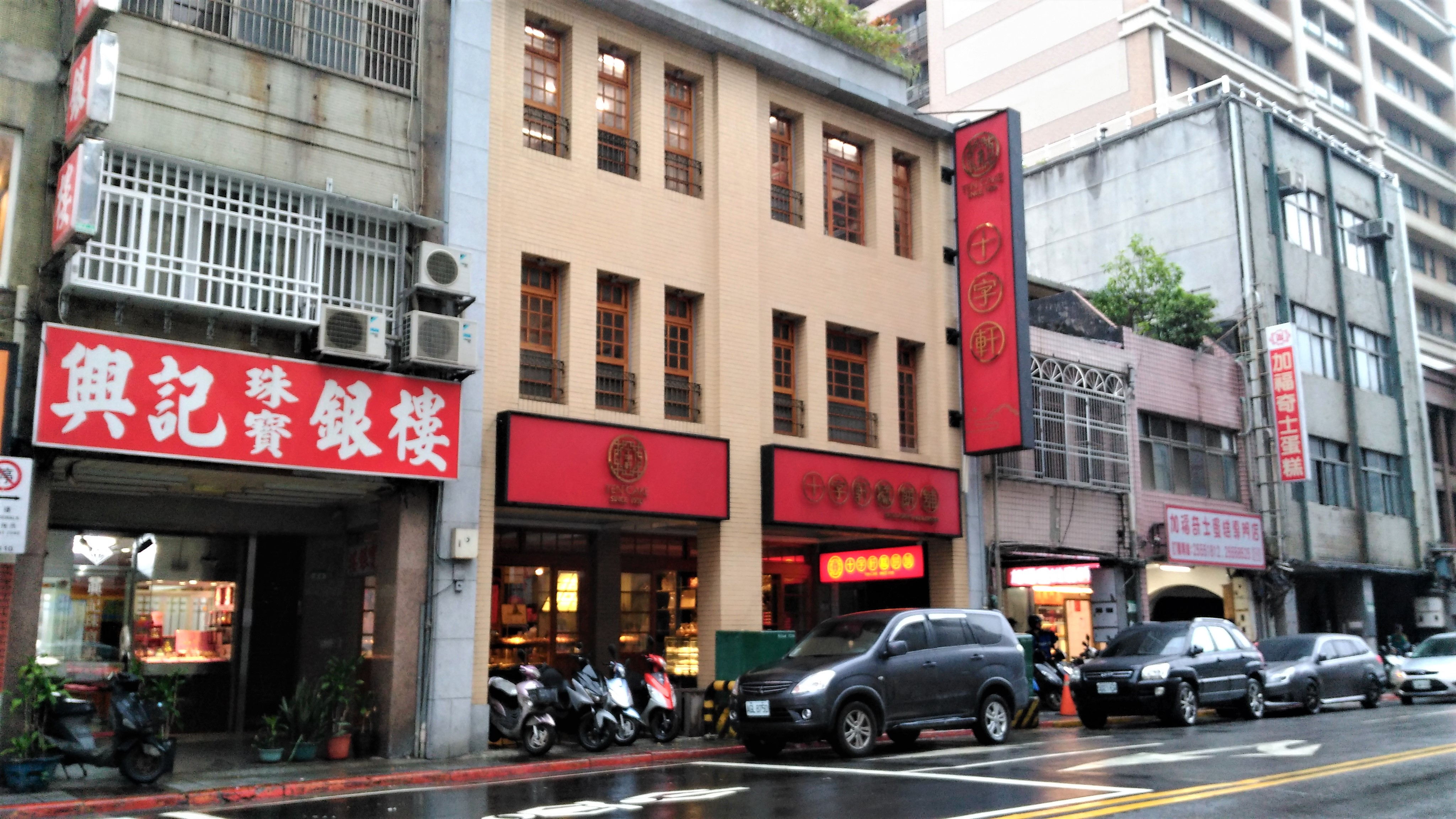
店屋側影
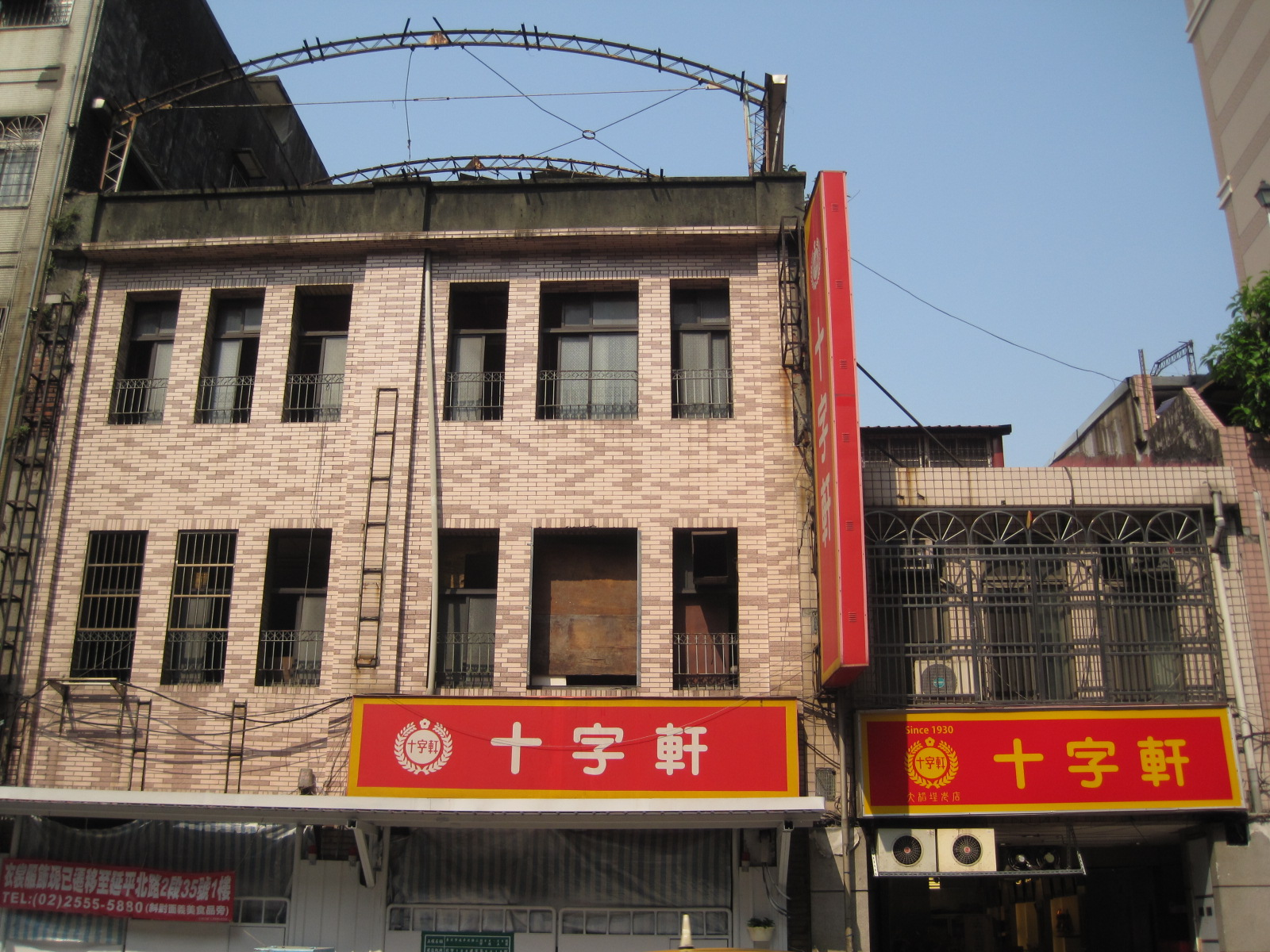
整修期間的店屋
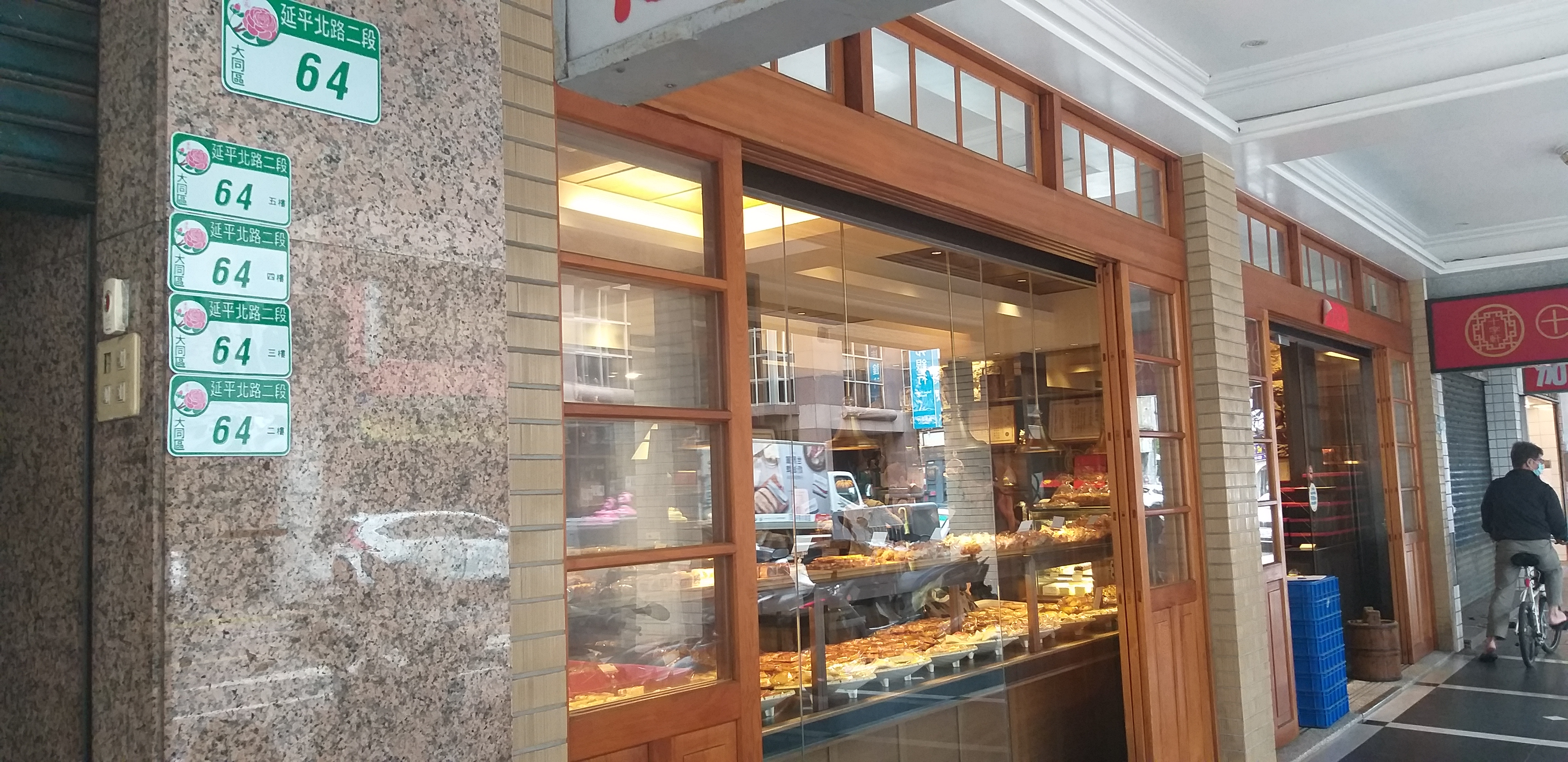
店舖門面
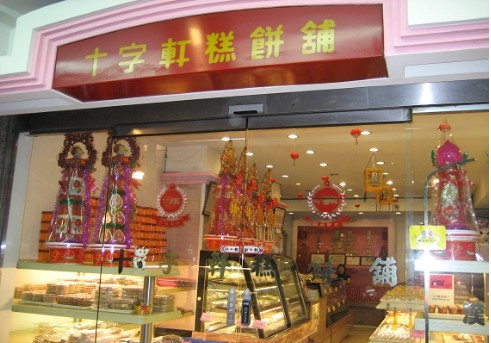
店舖陳設

## 外部連結
- 官方网站
- 十字軒糕餅舖的Facebook專頁